# Convertiti all'ebraismo

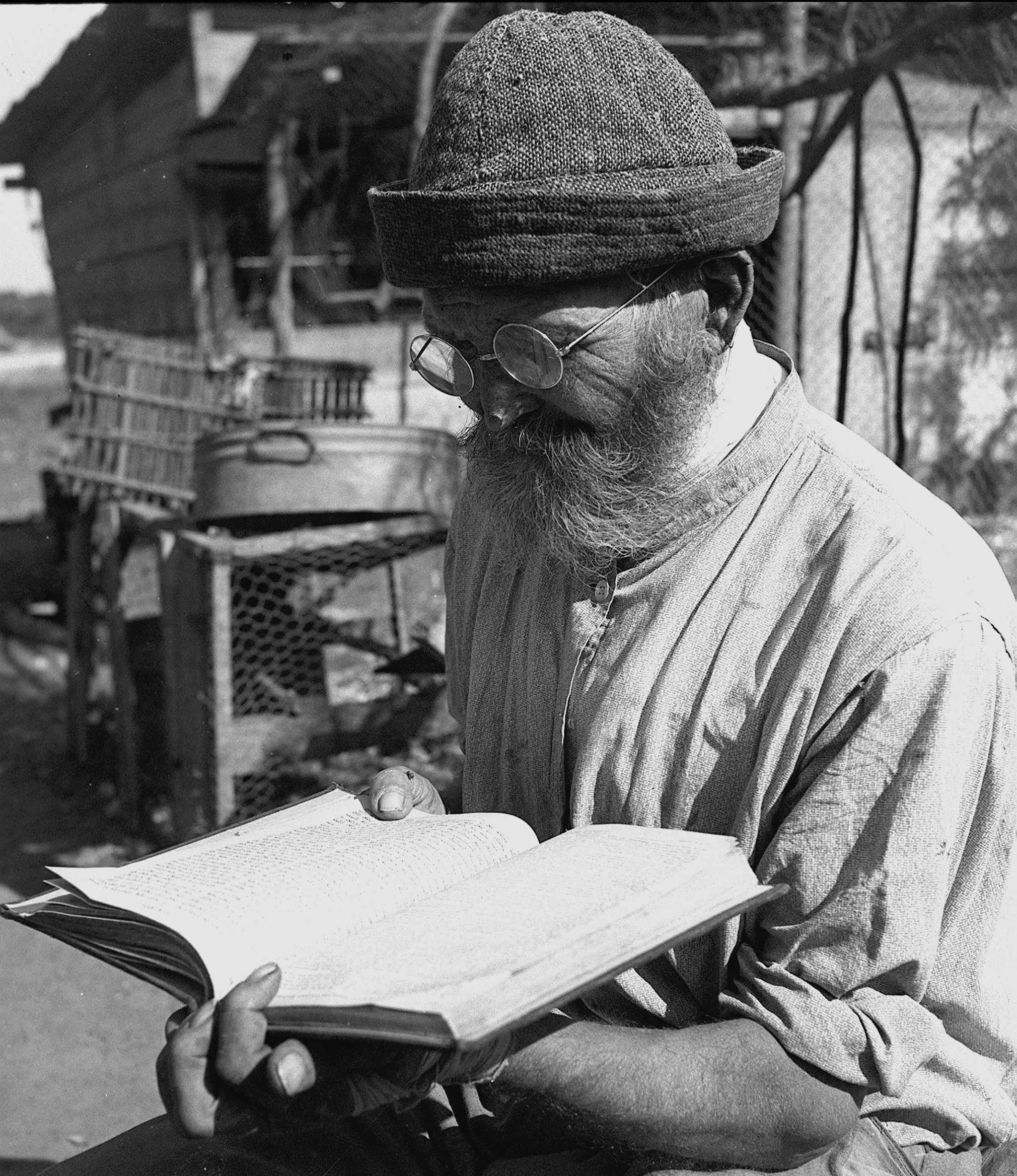
Neofita russo che studia il Tanakh presso la sua fattoria a Nahalat Yitzhak (Tel Aviv) nel 1934.

Questa voce elenca nazioni, gruppi o tribù, come anche persone singole celebri che si sono convertite all'ebraismo, non diversificando tra le varie correnti e branche dell'ebraismo. Si vedano anche le voci Chi è ebreo? e Ghiur al riguardo di problematiche inerenti all'accettazione delle conversioni da parte delle comunità ebraiche.
Alcuni personaggi di rilievo, come per esempio Madonna, sono recentemente diventati seguaci di una versione "new Age" della Cabala, derivata dal corpus di insegnamenti ebraici mistici raccolti nella Cabala ebraica, ma non si considerano - né vengono considerati - ebrei.
Questa lista è suscettibile di variazioni e potrebbe essere incompleta o non aggiornata.

## Nazioni, gruppi o tribù

### Nazioni, gruppi o tribù dal cristianesimo
- Abayudaya[2]

- Bnei Menashe[3]

Bandiera dei Bnei Menashe

- Bene Ephraim, affermano di essere ebrei convertiti al cristianesimo e poi riconvertiti all'ebraismo[4]
- B'nai Moshe (ebrei inca)[5]
- Ebrei di San Nicandro[6][7]
- Subbotnik
- Ebrei di Veracruz[8]

### Altre nazioni, gruppi o tribù
- Edomiti (Edom, II secolo a.C., conquistati e convertiti da Giovanni Ircano I)
  - Abdia il profeta, da una religione mediorientale[9]
- Iturei (Libano e Siria, II secolo a.C., conquistati e convertiti da Giovanni Ircano I)
- Adiabene (Iraq settentrionale, I secolo)
  - Elena, regina di Adiabene, da religione greca antica
  - Izates bar Monobaz, re di Adiabene, da una religione persiana o mediorientale 
  - Symacho, moglie di Izates bar Monobaz, da una religione persiana o mediorientale 
  - Monobaz II, re di Adiabene, da una religione persiana o mediorientale
- Cazari, confederazione di popolazioni turche seminomadi originarie delle steppe dell'Asia Centrale in cui confluirono elementi iranici, slavi ed i resti dei Goti Orientali di Crimea. Molti si convertirono all'ebraismo in massa nell'VIII secolo e IX secolo a.C. da una religione cazara[10] 
  - Bulan, re dei Cazari, da una religione cazara tradizionale[11]
- Regno Himyar (Yemen, VI secolo)
  - Tub'a Abu Kariba As'ad, da religione araba, fu il re himyarita dello Yemen e regnò dal 390 al 420 a.C.
  - Dhu Nuwas, re dello Yemen, da una religione mediorientale[12]
- Regno di Semien (in ebraico ממלכת סאמיאן‎? - Etiopia, IV secolo), a volte chiamato Regno di Beta Israel (in ebraico ממלכת ביתא ישראל‎?), antico regno ebraico del popolo Beta Israel (Falascia), sito nella parte nordoccidentale del regno etiopico di Abissinia
- Tribù di Kahina (Africa nordoccidentale, VII secolo, contestato)

## Singoli convertiti

### Dal cristianesimo

#### Già clero/teologi cristiani
- Nicolas Antoine (1602-1632), fu teologo cristiano protestante francese[13]
- William G. Dever (n. 1933), già ministro di culto evangelicista convertito all'ebraismo e diventato rinomato biblista[14]
- Ahuva Gray, già ministro di culto protestante[15]
- Asher Wade (n. 1949), già ministro di culto metodista, ora rabbino ortodosso[16]
- Ole Brunell (n. 1953), già ministro finlandese di culto luterano, ora Shlomo Ben Avraham "Ole" Brunell, convertitosi all'ebraismo con tutta la famiglia (moglie e quattro figlie adulte)[17]
- Skipp Porteous, già ministro di culto pentecostale[18]

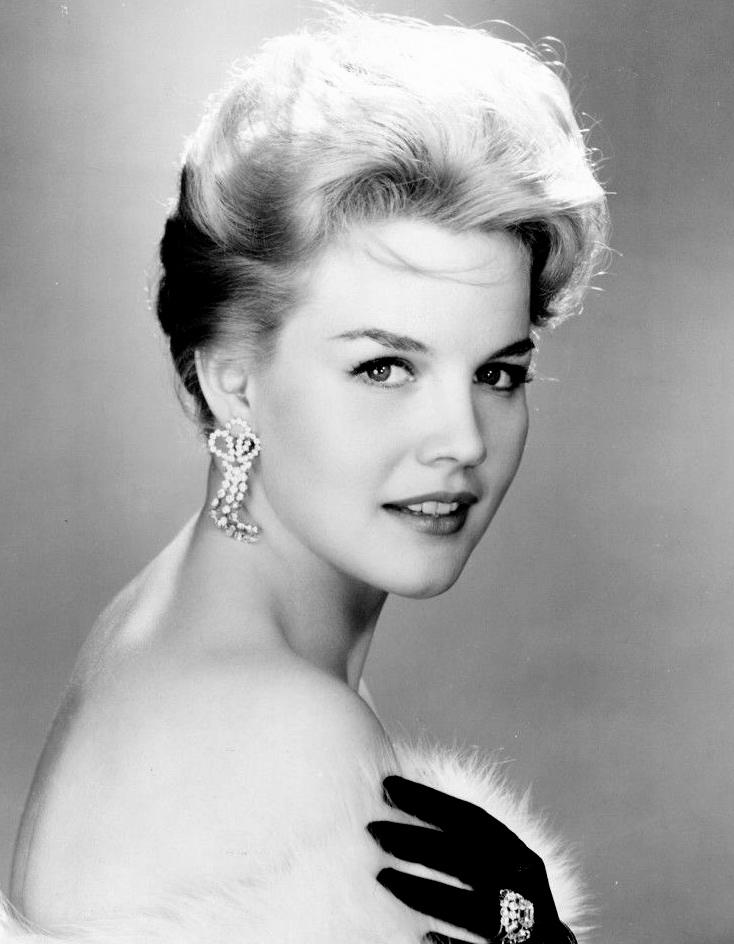
Carroll Baker

#### Altri cristiani convertiti all'ebraismo
(in ordine alfabetico, per cognome)
- Abraham ben Abraham - convertito della famiglia Potocki, noto come il "Ger Tzedek" ("il giusto proselita")
- Moses ben Avraham Avinu
- Aquila di Sinope, traduttore della Bibbia ebraica[19]
- Tom Arnold, attore statunitense[20]
- Rafael Cansinos Assens (1882-1964), poeta spagnolo, saggista, critico letterario e traduttore
- Abraham di Augusta (m. 1265), proselita tedesco morto martire
- Carroll Baker, attrice statunitense
- Elizabeth Banks, attrice statunitense (Banks ha dichiarato di aver studiato con rabbini e praticato l'ebraismo, sebbene "non mi sono immersa nella mikveh, quindi tecnicamente non sono una convertita", e poi ha aggiunto, "Sinceramente, dato che sto osservando e praticando tutti i rituali religiosi ebraici, più ebrea di così non potrei essere!")[21][22]
- Anne Beatts, scrittrice e commediografa statunitense
- Steve Bedwell, comico australiano
- Polly Bergen (1930-2014), attrice e cantante statunitense
- Dany Boon, comico, attore, regista, sceneggiatore e produttore cinematografico francese[23]

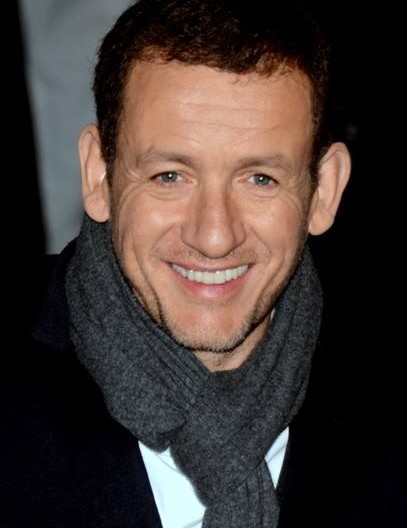
Dany Boon

- Elizabeth Brewster, poetessa e accademica canadese[24]
- May Britt, attrice svedese[25]
- Geraldine Brooks, scrittrice e giornalista australiana, vincitrice del Premio Pulitzer per la narrativa nel 2006
- Alma Dale Campbell Brown, giornalista televisiva statunitense (dal cattolicesimo)
- Drew Bundini Brown (1928-1987), addestratore di pugili del già campione dei pesi massimi Muhammad Ali
- Sarah Brown, attrice statunitense[26]
- Eddie Butler, cantante israeliano
- Anne Buydens, produttrice tedesco-statunitense, moglie di Kirk Douglas
- Yisrael Campbell, comico israeliano (già cattolico), di origini irlandesi-italiane[27]
- Kate Capshaw, attrice statunitense (già metodista) moglie di Steven Spielberg[28]
- Abraham Carmel, ex-sacerdote cattolico[29]
- Nell Carter, cantante e attrice statunitense[30]
- Cristian Castro, cantante pop messicano, nominato al Grammy Award.[31]
- Elizabeth Jane Caulfield, Contessa di Charlemont (1834-1882), linguista e musicista irlandese
- Connie Chung, giornalista televisiva statunitense di etnia cinese[32][33]
- Warder Cresson (1798-1860), politico statunitense, primo console degli Stati Uniti a Gerusalemme[34]
- Jim Croce (1943-1973), cantautore statunitense di origini italiane[35]
- William Holmes Crosby Jr. (1914-2005), medico statunitense, ricercatore scientifico, considerato uno dei fondatori dell'ematologia moderna, fu anche traduttore di Charles Baudelaire[36]

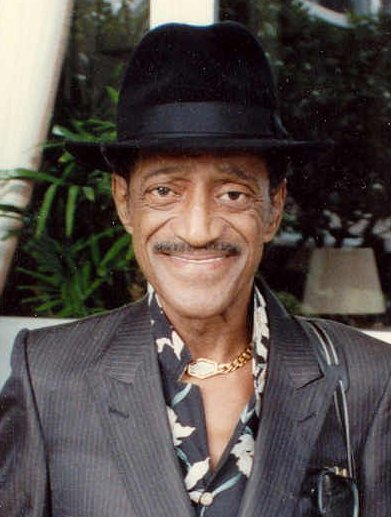
Sammy Davis Jr.

- Sammy Davis Jr., attore e cantante statunitense, convertitosi all'ebraismo dopo un incidente d'auto in cui perse un occhio[37]
- Natalie Dessay, soprano francese
- William G. Dever, archeologo e orientalista statunitense[38]
- Jacqueline du Pré, violoncellista britannica[39]
- Patricia Duff, attivista politica statunitense[40]
- Hank Eng, politico cinese-statunitense[41]
- Miss Elizabeth, all'anagrafe Elizabeth Ann Hulette, manager e valletta di wrestling statunitense[42]
- Isla Fisher, (ex-metodista) modella e attrice nata a Mascate da genitori scozzesi, cresciuta in Australia e moglie di Sacha Baron Cohen[43]
- Luke Ford, giornalista e scrittore australiano/statunitense[44]
- Maureen Forrester (1930-2010), contralto canadese[45]
- Aaron Freeman (n. 1956), giornalista, fumettista e comico statunitense (ex-cattolico)[46]
- Capers Funnye, ex-metodista ora rabbino afroamericano[47]
- Natan Gamedze, già protestante, linguista e della casa reale Swazi, ora rabbino Haredì[48][49]
- Scott Glenn (n. 1941), attore statunitense[50]
- Lord George Gordon (1751-1793), nobile e politico, famoso anche per aver dato il via alla cosiddetta Sommossa di Gordon del 1780[51]
- Ariana Grande, cantante e attrice statunitense di origini italiane[52]
- Reuben Greenberg (1943-2014), primo capo afroamericano della polizia di Charleston (Carolina del Sud), criminologo, convertitosi alla religione del padre aschenazita[53]
- Lars Gustafsson (n. 1936), scrittore svedese e professore di filosofia all'Università del Texas[54]
- Mary Hart (n. 1950) personalità televisiva statunitense[55]
- Anthony Heald (n. 1944), attore statunitense[56]
- Carolivia Herron, scrittrice e ricercatrice afroamericana (ex-battista)[57]
- Monica Horan (n. 1963), attrice e comica statunitense[32]
- Joel Horlen (n. 1937), lanciatore di baseball statunitense[58][59]
- Carolyn Jones (1930-1983), attrice statunitense[32][60]
- Thomas Jones (1791-1882) editore e libraio britannico (già cattolico)[61]

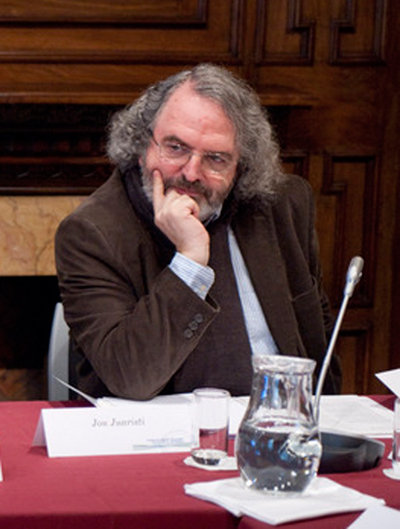
Lo scrittore spagnolo Jon Juaristi

- Jon Juaristi (n. 1951), scrittore e poeta spagnolo, ex-militante dell'ETA[62]
- Semei Kakungulu (1869-1928), fondò in Uganda nel 1917 la comunità ebraica "Abayudaya" (ebrei di lingua luganda)[63]
- Felicity Kendal (n. 1946), attrice britannica[64]
- Cameron Kerry, politico statunitense (ex-cattolico), fratello di John Kerry (lapsed Roman Catholic)[65]
- Jamaica Kincaid, scrittrice statunitense[66][67]
- John King (n. 1963), giornalista televisivo statunitense (ex-cattolico)
- Mathilde Krim (n. 1926), ricercatrice statunitense, fondatrice della nota associazione amfAR per la ricerca AIDS, nata a Como (Italia)[68]
- Lenny Kuhr (n. 1950), cantante e cantautrice olandese[69]
- Anthony Lake (n. 1939), direttore dell'United Nations Children's Fund (UNICEF), scrittore, accademico e diplomatico[70]
- Dr. Laura (all'anagrafe Laura Catherine Schlessinger, n. 1947), personalità radiofonica statunitense[32]
- Nahida Lazarus (n. 1849), scrittrice tedesca, saggista e critico letterario[71]
- John Lehr (n. 1967), attore e comico statunitense[72]
- Julius Lester (n. 1939), scrittore per bambini e fotografo (ex-metodista)[73]
- Joan Lunden (n. 1950), giornalista, scrittrice e presentatrice TV[74][75]
- Elliott Maddox, già giocatore afroamericano statunitense della Major League Baseball[76]
- Richard Marceau (n. 1970), politico canadese[77]
- Anne Meara (1929-2015) attrice e comica statunitense (ex-cattolica), moglie di Jerry Stiller e madre dell'attore Ben Stiller[78]
- Adah Isaacs Menken (1835-1868), attrice, pittrice, poetessa statunitense di etnia creola[79]

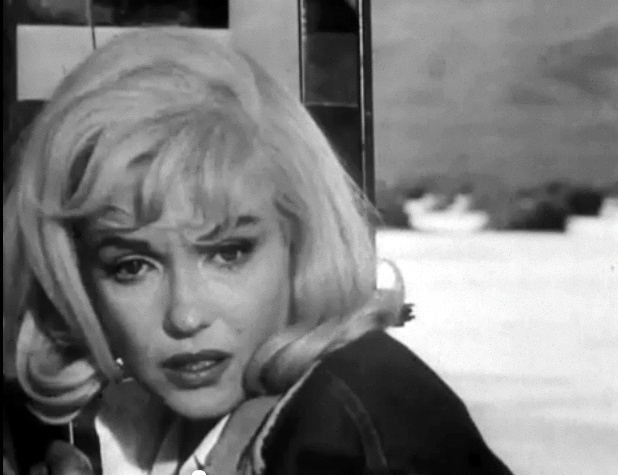
Marilyn Monroe nel film Gli spostati

- Marilyn Monroe (1926-1962), nome d'arte di Norma Jeane Mortenson, attrice statunitense (ex-cristiana)[80]
- Santa Montefiore, romanziera britannica, moglie di Simon Sebag Montefiore[81]
- Françoise Mouly (n. 1955), artista francese, stilista ed editrice d'arte del The New Yorker[82]
- Michael Netzer, disegnatore di fumetti statunitense
- Jeff Newman (n. 1948), ricevitore (baseball) statunitense
- Martha Nussbaum (n. 1947), importante studiosa statunitense di filosofia greca e romana, filosofia politica ed etica[83]
- Bob Nystrom (n. 1952), giocatore di Hockey su ghiaccio[84]
- Lorna Patterson (n. 1956), attrice statunitense[85]
- Rebecca Pidgeon, attrice statunitense di origini scozzesi, cantante e compositrice, moglie del regista e scrittore David Mamet
- Moses Prado (XVII secolo), accademico e professore dell'Università di Marburgo, classicista
- Helen Reddy, cantante e attrice australiana-statunitense[86]
- Roger Rees (1944-2015), attore statunitense di origine gallese[87]
- Abraham Reuel (n. 1924), nato Karl Heinz Schneider, tedesco, pilota della Luftwaffe nella Germania di Hitler, è stato il primo ex-nazista a convertirsi all'ebraismo ed acquisire la cittadinanza israeliana[88] Come espiazione e penitenza dopo la guerra, lavorò per 20 anni come minatore di carbone, donando due terzi del proprio salario anonimamente a gruppi di supporto per orfani ebrei e sopravvissuti dei campi di concentramento[89]
- Mandy Rice-Davies (1944-2014), modella e showgirl britannica, implicata nello "Scandalo Profumo" degli anni 1960[90]
- Mary Doria Russell, scrittrice statunitense di origini italiane (ex-cattolica - vedi anche #Dall'ateismo o agnosticismo)[91]
- Jackie Sandler, nata Jacqueline Samantha Titone, attrice statunitense di origini italiane, moglie di Adam Sandler[92]
- Bärbel Schäfer (n. 1963), presentatrice televisiva tedesca e giornalista di talk show[93]
- Norma Shearer (1902-1983, attrice canadese naturalizzata statunitense[94]
- Joseph J. Sherman (n. 1980), imprenditore ed esperto di marketing strategico[95][96][97]
- Shyne (n. 1978), nato Jamal Michael Barrowa, rapper figlio di Dean Barrow, presidente del Belize, ma allontanato dal padre quando era bambino perché figlio illegittimo e mezzosangue;[98] convertitosi nel 2006 cambiando nome in Moses Michael Levi, ha vissuto a Gerusalemme come ebreo chassiddico (2010)[99]
- Karol Sidon, ebreo ortodosso, scrittore e drammaturgo ceco, rabbino capo di Praga[100]
- Daniel Silva (n. 1960), scrittore statunitense di letteratura gialla, thriller e spionaggio[101]
- Willie "The Lion" Smith (1893-1973), pianista e compositore statunitense[102]
- June Squibb, attrice statunitense[103][104]
- Dubrovin Stanislav (1863-1967) nato ad Astrachan' nella Russia europea, di origini cristiane, si convertì all'ebraismo e fondò una delle prime fattorie nella Valle di Hula (Israele)[105]
- Kim Stanley (1925-2001), attrice statunitense di teatro e televisiva[106]
- Venetia Stanley (1887-1948), socialite aristocratica britannica, amica del Primo Ministro Herbert Henry Asquith e moglie del politico Edwin Samuel Montagu[107]
- Joseph Abraham Steblicki (1726-1807) insegnante e tesoriere della Slesia (ex-cattolico)[108]
- Margo Stilley (n. 1982), ex-fotomodella e attrice statunitense[109]
- Annette Taddeo, imprenditrice e politica democratica statunitense

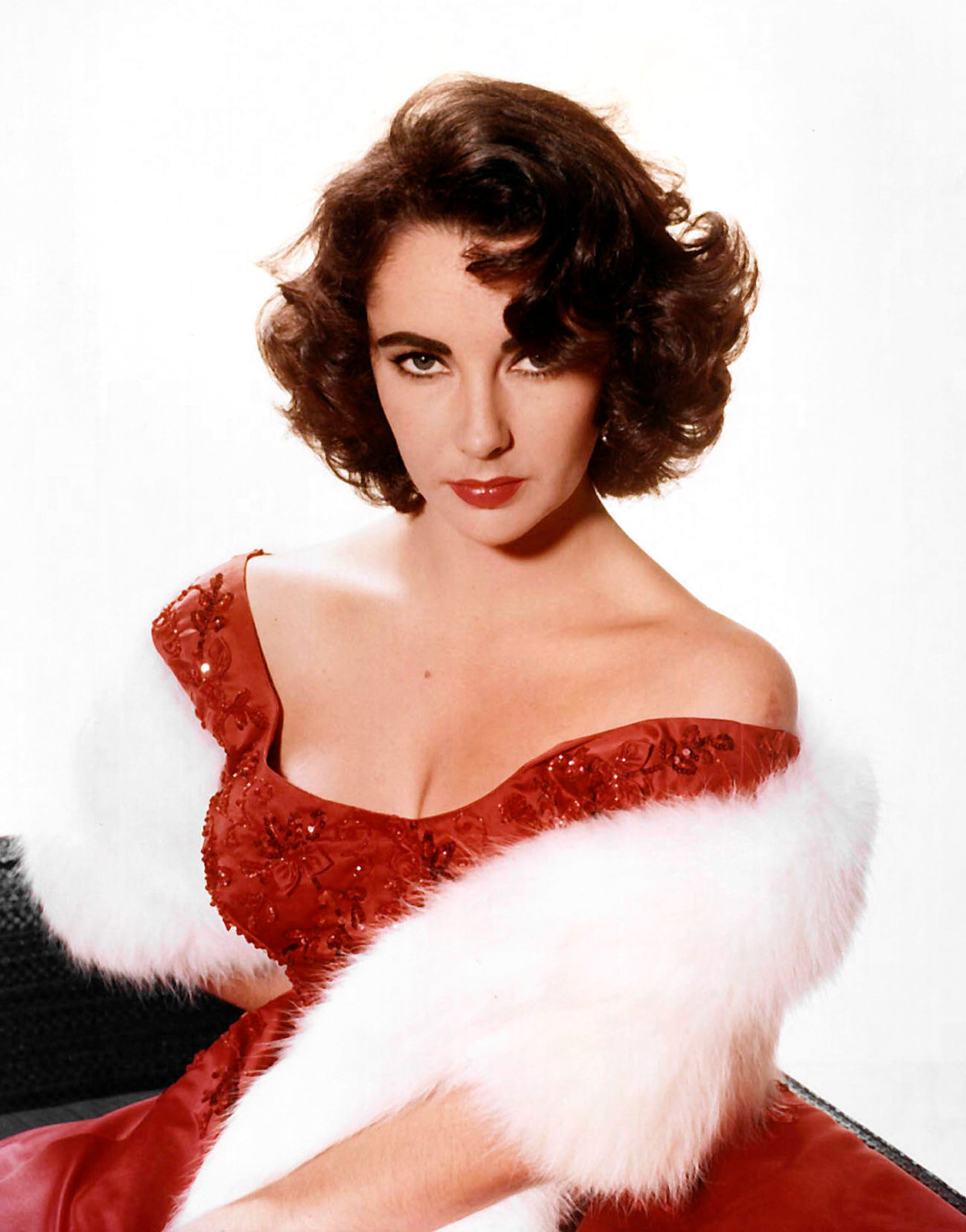
Elizabeth Taylor

- Elizabeth Taylor (1932-2011), attrice anglo-statunitense[110]
- Karen Tintori (n. 1948), scrittrice statunitense (ex-cattolica) di origini italiane, appassionata di Cabala ebraica e di lingua italiana
- Andre Bernard Tippett (n. 1959), ex giocatore di football americano statunitense che ha giocato nel ruolo di linebacker per tutta la carriera con i New England Patriots della National Football League (NFL) (ex-battista)[111]
- Jacob Tirado
- Ivanka Trump, imprenditrice, modella, personaggio televisivo statunitense, figlia dell'imprenditore Donald Trump (fondatore e proprietario della Trump Organization) e della ex-modella Ivana Trump[112][113]
- Bob Tufts (n. 1955), già lanciatore statunitense della Major League Baseball[114]
- Ike Turner (1931-2007), cantante, musicista e bandleader statunitense, talent scout e produttore discografico, figlio di pastore battista, già marito di Tina Turner[115]
- Chris Van Allsburg, scrittore per bambini[116]
- Conrad Veidt (1893-1943), attore tedesco, noto per aver interpretato il personaggio di Cesare ne Il gabinetto del dottor Caligari (Das Cabinet des Dr. Caligari, 1920)[32]
- Paula Winkler (1877-1958), scrittrice tedesca, moglie del filosofo Martin Buber.
- Mare Winningham, cantante e attrice (ex-cattolica)[117]
- Jackie Wilson (1934-1984), cantante soul e ballerino statunitense[118]
- Steve Yeager (n. 1948), ricevitore (baseball) statunitense[119]
- Katarzyna Weiglowa (1460-1539), martire polacca[120]
- Nikki Ziering (n. 1971), modella e showgirl statunitense[121]

### Non dal cristianesimo

#### Dall'ateismo o agnosticismo

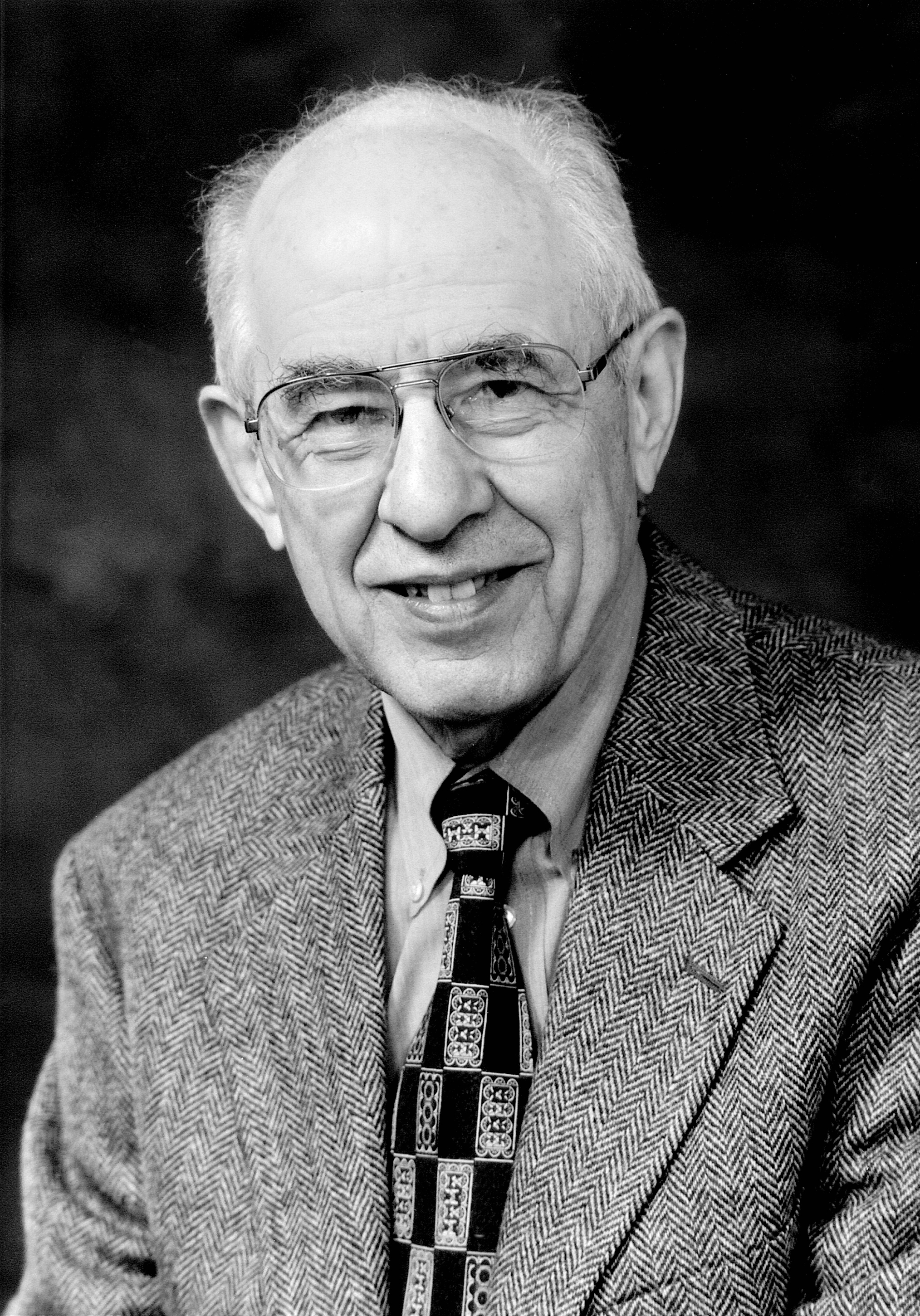
Hilary Putnam

- Christian Anfinsen, chimico premio Nobel per la chimica nel 1972 per il suo lavoro sulla ribonucleasi (Ebraismo ortodosso)[122]
- Will Herberg (1901-1977), noto quale filosofo sociale e sociologo della religione, come anche teologo dell'ebraismo, fu inizialmente ateo e marxista di discendenza ebrea cresciuto in ambiente ateo[123]
- Suzy Menkes (n. 1943), giornalista britannica e critico della moda
- Hilary Putnam (n. 1926), filosofo e matematico statunitense, cresciuto da famiglia ebrea atea[124]
- Mary Doria Russell (n. 1950), scrittrice statunitense[125]
- Anna Silk (n. 1974), attrice canadese
- Mare Winningham (n. 1959), attrice statunitense[126][127]

#### Dall'Islam
- Reza Jabari - Iraniano.[128]
- Avraham Sinai - membro libanese di Hezbollah, convertitosi all'ebraismo ortodosso e residente a Safad come ebreo Haredì.[129]

#### Da altre religioni mediorientali
- Sh'maya, saggio tanna e presidente del Sinedrio, apparentemente da una religione mediorientale[130]
- Avtalyon, saggio dell'era Zugot, vicepresidente del Sinedrio, apparentemente da una religione mediorientale[131]

#### Da religione greco-romana
- Nerone, non confermato da nessuna fonte al di fuori del Talmud.[132]
- Aquila di Sinope (Acylas), traduttore della Bibbia ebraica - da religione greca tradizionale[133]
- Onkelos (in ebraico אונקלוס‎?), saggio tanna e traduttore, considerato l'autore del famoso Targum Onkelos (c. 110), da antica religione romana[134]
- Flavia Domitilla, da antica religione tradizionale romana (forse convertitasi alla Chiesa di Gerusalemme, poiché è anche venerata come santa cristiana)
- Tito Flavio Clemente (console 95), pronipote dell'imperatore romano Vespasiano, da tradizionale religione romana (forse convertitosi alla Chiesa di Gerusalemme, poiché è anche venerato come santo cristiano)
- Fulvia, moglie dell'amico dell'imperatore Tiberio, Saturnino, da religione tradizionale romana[135]
- Paulina Beturia, da religione tradizionale romana[136]

#### Dal Samaritanesimo
- Sofi Tzadka, attrice, cantante e presentatrice televisiva israeliana[137]

#### Dallo Scintoismo
- Setzuso Kotsuji (1899-

1973), figlio di sacerdote Scintoista e professore in Giappone (convertitosi dallo Scintoismo al cristianesimo e poi all'ebraismo), aiutò molti ebrei a sfuggire ai nazisti durante l'Olocausto. Si convertì all'ebraismo nel 1959

#### Dall'Induismo
- Sarah Avraham, israeliana nata in India, kickboxer campione 2014 di "Women's World Thai-Boxing" - convertitasi dopo gli attentati del 26 novembre 2008 a Mumbai[139]

#### Lista di conversioni citate nella Bibbia
- Bithia, da religione egizia tradizionale (1 Cronache 4:18[140])
- Ietro, sacerdote madianita e suocero di Mosè (Esodo 18:1-12[141]), da religione mediorientale
- Machedà, regina di Saba, da religione mediorientale o etiope[142]
- Rut, bisnonna di Re Davide, da religione del Vicino Oriente[143]

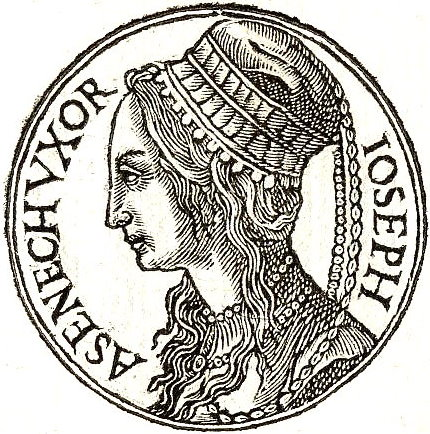
Asenat, dal Promptuarii Iconum Insigniorum di Guillaume Rouillé

- Asenat, da religione dell'Antico Egitto (Genesi 41:45,50-52[144] - il suo nome riporta alla dea semitica Anat)
- Sefora, da religione mediorientale o africana settentrionale (Esodo 2[145])
- Giaele, da religione canaanita o altra del Vicino Oriente (Giudici 4:17-22[146])

### Da religioni non meglio determinate
- Joseph Bánóczi (1849-1926) studioso ungherese
- Salem Shaloam David (n. 1853), convertito cinese[147]
- József Eisenhoffer (1900-1945), calciatore e allenatore di calcio ungherese
- Jamaica Kincaid, scrittrice statunitense[66]
- Dara Torres (n. 1967), nuotatrice statunitense, ha stabilito per tre volte il record mondiale sui 50 m stile libero in vasca lunga[148]
- Desmond Wilcox (1931-2000) documentarista televisivo britannico[149]
- Andre Williams (n. 1936), musicista R&B statunitense[150]
- Nachman Fahrner (n. 1972), musicista israeliano di R&B e compositore di musica religiosa[151]

### Convertiti poi espulsi o abiuranti
- Polemone II del Ponto, re di Cilicia, convertitosi per sposare la principessa ebrea Berenice di Cilicia; in seguito abiurò.[152]
- Uriel da Costa (1585-1640), filosofo portoghese espulso per eresia, influenzò Spinoza[153]